# Società Sportiva Panigale 1945-1946
Questa voce raccoglie le informazioni riguardanti la Società Sportiva Panigale nelle competizioni ufficiali della stagione 1945-1946.

## Rosa
| N. |                   | Ruolo | Calciatore        |
| -- | ----------------- | ----- | ----------------- |
|    | Italia (bandiera) | P     | Renato Albertazzi |
|    | Italia (bandiera) | D     | Ballanti          |
|    | Italia (bandiera) | D     | Berti             |
|    | Italia (bandiera) | A     | Dante Bonafè      |
|    | Italia (bandiera) | C     | Cesare Busi       |
|    | Italia (bandiera) | C     | Garuti            |
|    | Italia (bandiera) | A     | Gelosi            |
|    | Italia (bandiera) | A     | Dante Giacobazzi  |
|    | Italia (bandiera) | D     | Dino Lorenzini    |

| N. |                   | Ruolo | Calciatore       |
| -- | ----------------- | ----- | ---------------- |
|    | Italia (bandiera) | A     | Lucchini         |
|    | Italia (bandiera) | D     | Renato Mantovani |
|    | Italia (bandiera) | P     | Cesare Masi      |
|    | Italia (bandiera) | D     | Giuseppe Novi    |
|    | Italia (bandiera) | D     | Wannes Parenti   |
|    | Italia (bandiera) | A     | Walter Rambaldi  |
|    | Italia (bandiera) | C     | Ulderico Roveri  |
|    | Italia (bandiera) | C     | Benso Vignoli    |
|    | Italia (bandiera) | D     | Romolo Zirotti   |